# 버팔로 대대
버팔로 대대(Sergeant Rutledge)는 미국에서 제작된 존 포드 감독의 1960년 범죄 영화이다. 제프리 헌터 등이 주연으로 출연하였고 패트릭 포드 등이 제작에 참여하였다.

## 출연

### 주연
- 제프리 헌터
- 콘스탄스 타워즈

### 조연
- 빌리 버크
- 우디 스트로드
- 후아노 헤르난데즈
- 윌리스 부쉐이
- 카리턴 영
- 저드슨 프랫

## 제작진
- 의상: 마저리 베스트

## 같이 보기
- 인종 차별
- 표현주의